# Ulrik Rosing
Knud Ulrik Pele Rosing (* 23. Dezember 1928 in Appat; † 29. September 2006) war ein grönländischer Journalist und Politiker.

## Leben
Ulrik Rosing war der Sohn des Jägers und Landesrats Jens Karl Niels Rosing (1900–1944) und seiner Frau Pauline Sophie Dorthe Johanne Guldager (1901–?). Sein Großvater war der Missionar Christian Rosing (1866–1944) und er war somit ein Neffe von Peter Rosing (1892–1965), Otto Rosing (1896–1965) und Kâle Rosing (1911–1974).
Ulrik Rosing zeigte sich in der Schule als begabt und erhielt deswegen die Möglichkeit weiterführende Schulen zu besuchen, um Lehrer zu werden. Bereits in jungen Jahren, während er Lehrer in Nuuk war, erkrankte er an Tuberkulose, was in den Rest seines Lebens gesundheitlich einschränken sollte, teils wegen der Krankheit selbst, teils wegen einer Lungenoperation.
Nachdem 1958 Kalaallit Nunaata Radioa gegründet worden war, begann Ulrik Rosing dort 1963 zu arbeiten und schuf im Laufe der Jahre zahlreiche Radioprogramme. Dadurch erhielt er auch Interesse an gesellschaftlichen Problemen und war deswegen 1963 gemeinsam mit dem Zeitungsjournalisten Jørgen Fleischer und dem Fischereibiologen Jens Kreutzmann einer der Mitgründer der Inuit-partiet, der ersten grönländischen Partei. Von 1965 bis 1967 war er Parteivorsitzender. Er kandidierte bei der Folketingswahl 1964 und 1966 für die Partei in Südgrönland, konnte aber kein Mandat erlangen. Bei der Landesratswahl 1967 war er einer der Kandidaten seiner Partei, die einen Sitz in Grønlands Landsråd erhielt, der allerdings Kaj Narup zufiel.
1978 musste Ulrik Rosing aus gesundheitlichen Gründen als Radiojournalist pensioniert werden, arbeitete aber dennoch weiter, wenn seine Gesundheit es ihm zuließ. Später schrieb er Leserbriefe in den grönländischen Zeitungen. Daneben gründete er einen Männerchor in Nuuk. Er starb 2006 im Alter von 77 Jahren.